# Jean-Louis Dumas
Jean-Louis Dumas bzw. Jean-Louis Dumas-Hermès (* 2. Februar 1938 in Paris; † 1. Mai 2010 ebenda) war ein französischer Unternehmer.

## Leben
Dumas entstammte der französischen Hermès-Dynastie. Sein Vater war Robert Dumas-Hermès (1898–1978), der Schwiegersohn von Émile-Maurice Hermès (1871–1951), welcher wiederum der Enkel von Hermès-Firmengründer Thierry Hermès (1801–1871) war. Dumas besuchte das Institut d’études politiques de Paris. 1962 heiratete er die Architektin Rena Gregoriadès († 2009), die später die Hermès-Ladengeschäfte gestaltete. 1978 übernahm Dumas von seinem Vater die Leitung des Luxuswaren-Unternehmens Hermès. Dumas werden durch zahlreiche Initiativen der erfolgreiche Umbau und die Verjüngung des Unternehmens ab den 1980er Jahren hin zu einem hochprofitablen Weltkonzern in Familienhand zugeschrieben. Zwischen 1978 und 2009 verfünfzigfachte sich der jährliche Umsatz von Hermès. Unter Dumas’ Führung wurden unter anderem namhafte Designer wie Martin Margiela oder Jean-Paul Gaultier für Hermès verpflichtet. Die Birkin Bag – neben der Kelly Bag seit 1986 der hochpreisige Hermès-Bestseller im Bereich Handtaschen – verdankt das Unternehmen einem Aufeinandertreffen von Dumas mit der Schauspielerin Jane Birkin an Bord der Concorde im Jahr 1984. Dumas führte das Unternehmen als Vorsitzender bis 2006. Nach Dumas wurde mit dem Hermès-Manager Patrick Thomas zum ersten Mal in der Geschichte ein Nicht-Familienmitglied Geschäftsführer bei Hermès. Dumas, der viele Jahre an Parkinson gelitten hatte, starb 2010 zu Hause in Paris. Seine Tochter Sandrine Dumas (* 1963) ist Filmschauspielerin, sein Sohn Pierre-Alexis Dumas (* 1967) künstlerischer Direktor bei Hermès.